# Oui mais… non
«Oui mais… non» (рус. «Да, но… нет») — песня французской певицы Милен Фармер. Это первый сингл с альбома Bleu noir. Песня прозвучала впервые на радиостанциях 29 сентября 2010 года, а в магазинах цифровой музыки появилась 11 октября. Музыка написана Надиром Хаятом (RedOne), слова — Милен Фармер.

## История сингла
28 сентября 2010 года NRJ выпустила пресс-релиз, в котором сообщалось, что песня «Oui mais… non» впервые прозвучит на следующий день в 7:30 утра. Были раскрыты имена продюсера и композитора, а также сказано, что этот сингл будет первым с нового альбома Фармер. Сразу же многие газеты, включая «Le Parisien», «Ouest-France», «Gala», опубликовали эту информацию, и их примеру последовали многие интернет-сайты. На следующий день звукозаписывающая компания Universal Music объявила, что сингл выйдет в свет в цифровом формате 11 октября. 22 октября стало известно, что выпуск сингла на физическом носителе, содержащем ремиксы, запланирован на 29 ноября.
В своём интервью, RedOne объяснил, почему он решил сочинять для Фармер: «Я всегда был поклонником Милен Фармер. Она для меня — как легенда. И когда Паскаль Негр спросил меня, не хочу ли я поработать с ней, я ответил: „Конечно! Я её большой фанат!“».
Данная композиция была исполнена Милен на NRJ Music Awards 2011, проходившей в Каннах 22 января 2011 года.

## Версии песни и ремиксы
Первой версией песни, которая стала доступна для скачивания в магазинах цифровой музыки, была та же версия, которая впервые прозвучала 29 сентября на радиостанциях, — «Oui mais… non (Radio Edit)». После того как 3 ноября 2010 года был запущен официальный сайт альбома «Bleu noir», у посетителей сайта появилась возможность услышать один из ремиксов песни — «Oui mais… non (Jeremy Hills Remix)». Спустя несколько дней, 8 ноября, стал доступен ещё один ремикс — «Mais non… (Chew Fu Refix)».

## Клип
Видеоклип песни впервые был опубликован 16 ноября 2010 года на официальном сайте альбома «Bleu noir», после того как счётчик посещений сайта достиг отметки 270 000. Перед этим на сайте был доступен тизер клипа длиной около 18 секунд.

## Издания и список треков
- MP3

| №  | Название        | Длительность |
| -- | --------------- | ------------ |
| 1. | «Oui mais… non» | 4:20         |

- CD-промо

| №  | Название        | Длительность |
| -- | --------------- | ------------ |
| 1. | «Oui mais… non» | 4:20         |

- CD-промо «Club Remix»[10]

| №  | Название                                | Длительность |
| -- | --------------------------------------- | ------------ |
| 1. | «Oui mais… non Jeremy Hills Club Remix» | 5:56         |
| 2. | «Oui mais… non Jeremy Hills Dub Remix»  | 5:56         |

- CD-промо «Remixes»[11]

| №  | Название                                | Длительность |
| -- | --------------------------------------- | ------------ |
| 1. | «Oui mais oui… Tomer G Club Remix»      | 6:16         |
| 2. | «Non mais oui… Jeremy Hills Dub Mix»    | 5:55         |
| 3. | «Non mais oui… Jeremy Hills Club Remix» | 5:57         |
| 4. | «Oui mais… Klaas Extended Dub Mix»      | 5:40         |
| 5. | «Mais non… Chew Fu ReFix»               | 6:21         |
| 6. | «Oui mais… Non version single»          | 4:19         |

- CD-сингл[12]

| №  | Название                       | Длительность |
| -- | ------------------------------ | ------------ |
| 1. | «Oui mais… Non version single» | 4:19         |
| 2. | «Oui mais… Non chorus version» | 4:19         |

- CD-макси «Remixes»[13]

| №  | Название                                | Длительность |
| -- | --------------------------------------- | ------------ |
| 1. | «Oui mais… Non version single»          | 4:19         |
| 2. | «Oui mais Oui… Tomer G Club Remix»      | 6:16         |
| 3. | «Non mais Oui… Jeremy Hills Club Remix» | 5:56         |
| 4. | «Oui mais… Klaas Mix (ClubEdit)»        | 5:47         |
| 5. | «Mais Non… Chew Fu ReFix»               | 6:21         |

- Винил «Remixes»[14]

| №  | Название                           | Длительность |
| -- | ---------------------------------- | ------------ |
| 1. | «Oui mais… Non version single»     | 4:19         |
| 2. | «Oui mais Oui… Tomer G Club Remix» | 6:16         |

| №  | Название                                | Длительность |
| -- | --------------------------------------- | ------------ |
| 3. | «Non mais Oui… Jeremy Hills Club Remix» | 5:56         |
| 4. | «Oui mais… Klaas Mix (ClubEdit)»        | 5:47         |
| 5. | «Mais Non… Chew Fu ReFix»               | 6:21         |

## Положение в чартах
| Чарт (2010)                      | Высшее место |
| -------------------------------- | ------------ |
| Belgian (Wallonia) Singles Chart | 2            |
| French Digital Chart             | 1            |
| Russian Digital Chart            | 8            |
| Russian Airplay Detection TopHit | 71           |
| Swiss Singles Chart              | 52           |